# Bronzino
Agnolo di Cosimo, kaldet Bronzino (født 17. november 1503 i Monticelli ved Firenze, død 23. november 1572 i Firenze) var en italiensk maler.

## Liv og gerning
Bronziono har været tilknyttet Firenze størstedelen af sit liv. Han var elev af Raffaellino del Garbo og arbejdede senere under og påvirkedes stærkt af Jacopo da Pontormo. Efter et kortere ophold i Pesaro, 1530, kom han tilbage til Firenze, hvor han nød Mediciernes gunst, udførte større bestillinger for dem og malede deres portrætter. Bronzinos kunst er stærkt påvirket af Michelangelos; i sin forkærlighed for det nøgne, i sine billeders overdrevne muskulatur, forvredne stillinger og overlæssede komposition viser han sig som en stærkt maniereret efterfølger af sit store forbillede; hans kolorit er gennemgående lidet tiltalende, det nøgne marmorkoldt. I portrætfaget har han ydet noget fremragende. Firenze ejer således dygtige portrætter af ham, i Galleria degli Uffizi og Palazzo Pitti, andre udmærkede i Doria Pamphilj Galleri i Rom, i Louvre, i Berlins Museum, bl.a. Ugulino Martelli, Wiens Hofmuseum, Dresdens galleri osv. Af hans bibelske billeder skal anføres Kristus i de Dødes Rige, Uffizi.